# ブリティッシュコロンビア州の旗

ブリティッシュコロンビア州の旗

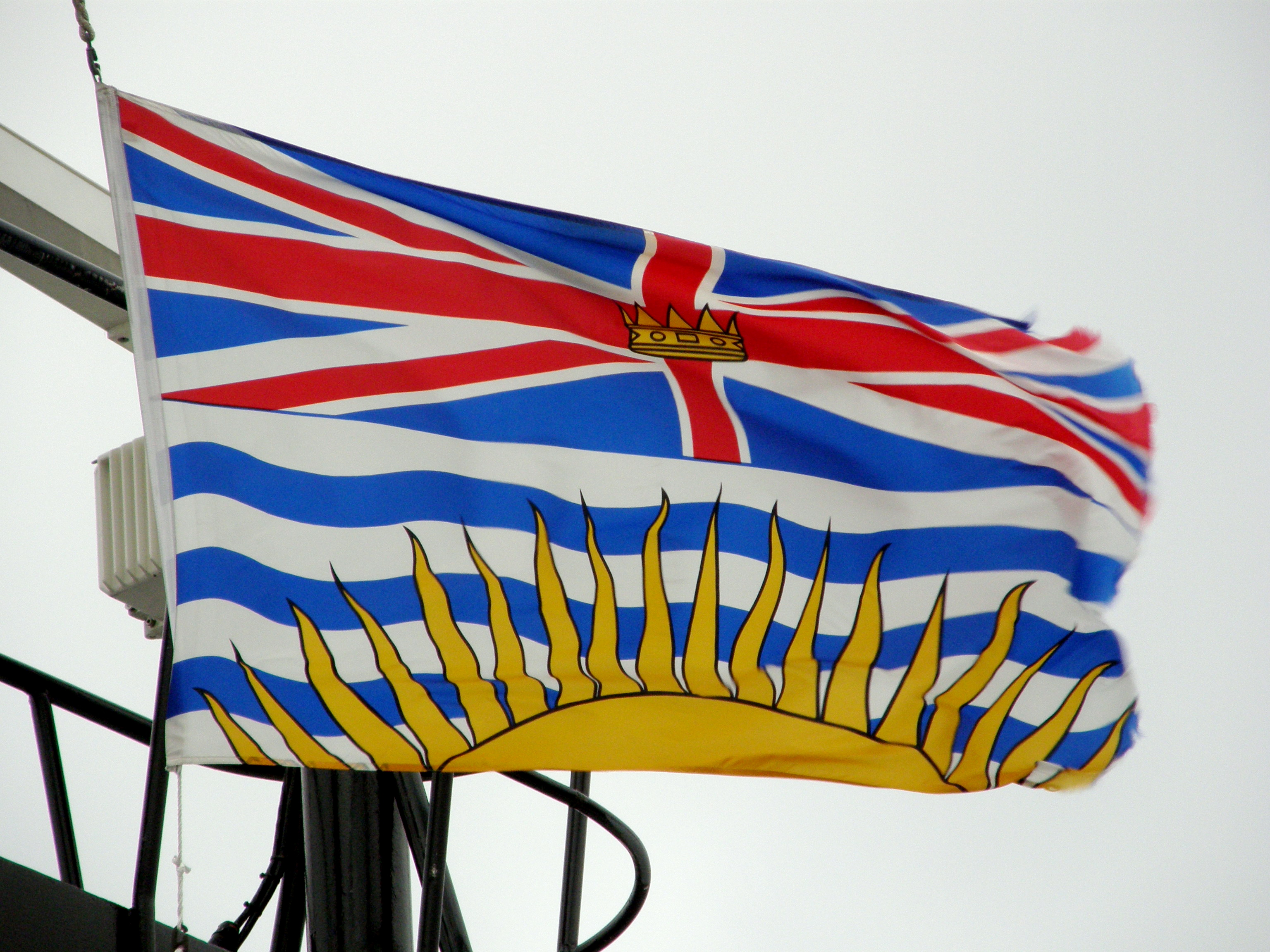

ブリティッシュコロンビア州の旗（Flag of British Columbia）は、上部にユニオンフラッグ、下部に青白2色の横波に太陽を配した旗である。
ブリティッシュ・コロンビア（英領コロンビア）の名にふさわしくユニオン・ジャックの中央に王冠が配置され、この州が元来イギリス領であったことを示している。また下半分では海に太陽が沈むデザインにより、太平洋に面するカナダ最西端の州であることを示している。